# 2018-as magyar tekebajnokság
A 2018-as magyar tekebajnokság a nyolcvanadik magyar bajnokság volt. A férfiak bajnokságát június 2. és 4. között rendezték meg Szentgotthárdon, a Szentgotthárdi VSE pályáján, a nőkét május 5. és 6. között Kazincbarcikán, a BorsodChem pályáján.

## Eredmények
| Versenyszám            | Arany                            | Arany | Ezüst                                | Ezüst | Bronz                                                   | Bronz |
| ---------------------- | -------------------------------- | ----- | ------------------------------------ | ----- | ------------------------------------------------------- | ----- |
| Férfi egyéni           | Kiss Tamás egyesületen kívüli    | 706   | Kiss Norbert Szegedi TE              | 677   | Fehér Béla Szegedi TE                                   | 676   |
| Férfi sprint           | Horváth Zoltán Répcelaki SE      |       | Pintér Károly Zalaegerszegi TK       |       | Karsai László Szegedi TEVeres Zsolt Szegedi TE          |       |
| Férfi összetett egyéni | Kiss Tamás egyesületen kívüli    | 925   | Fehér Béla Szegedi TE                | 897   | Kiss Norbert Szegedi TE                                 | 892   |
| Női egyéni             | Csongrádi Gyöngyi Rákoshegyi VSE | 623   | Tóth Andrea Ferencvárosi TC          | 620   | Dallosné Takács Anita Balatoni Vasas                    | 602   |
| Női sprint             | Méhész Anita egyesületen kívüli  |       | Nagy Beatrix BKV Előre               |       | Sáfrány Anita Rákoshegyi VSETóth Andrea Ferencvárosi TC |       |
| Női összetett egyéni   | Tóth Andrea Ferencvárosi TC      | 833   | Dallosné Takács Anita Balatoni Vasas | 815   | Méhész Anita egyesületen kívüli                         | 815   |